# Ingo Voge
Ingo Voge (Falkensee, 14 febbraio 1958) è un bobbista tedesco.

## Biografia
Ai XIV Giochi olimpici invernali(edizione disputatasi nel 1984 a Sarajevo, Jugoslavia) vinse la medaglia d'argento nel Bob a quattro con i connazionali Bernhard Lehmann, Bogdan Musiol e Eberhard Weise, partecipando per la nazionale tedesca (Germania Est), superando quella svizzera ma venendo superati dall'altra tedesca.
Il tempo totalizzato fu di 3:26,04 con un distacco minimo rispetto alle altre classificate 3:25,56 e 3:26,16 i loro tempi. 
Inoltre ai campionati mondiali vinse due medaglie:
- nel 1985, oro nel bob a quattro con Bernhard Lehmann, Matthias Trübner e Steffen Grummt;[3]
- nel 1989, bronzo nel bob a quattro con Wolfgang Hoppe, Bodo Ferl e Bogdan Musiol.